# Santa Magdalena de la Masó
Santa Magdalena de la Masó és l'església parroquial de la Masó (Alt Camp), consagrada a santa Maria Magdalena. L'edifici construït el segle xix està protegit com a bé cultural d'interès local.

## Descripció
L'església neoromànica de Santa Magdalena es troba en el centre del nucli. És de planta llatina, de tres naus amb quatre trams. Els suports de la volta són pilars i tots els arcs són apuntats. La nau central, més elevada, es cobreix amb volta d'aresta, sistema que es repeteix a les naus laterals. Al creuer hi ha una gran cúpula de 12 m de diàmetre, que exteriorment forma un cimbori octogonal. El campanar, exempt, és de planta quadrada amb dues torres octogonals i un coronament en forma de pinacle. La façana és simètrica. La porta d'accés, centrada, és d'arc de mig punt amb brancals en forma de columnes amb capitells florals. Més amunt, dues línies d'imposta delimiten l'espai ocupat per dues finestres d'arc de mig punt. El coronament de la façana és a dues vessants amb decoració d'arcuacions llombardes.

## Història
La construcció de l'edifici va començar vers la fi del segle xix i s'acabà l'any 1890. El campanar actual pertanyia a una altra edificació anterior, la qual ja era una adaptació barroca d'una altra més primitiva.
La parròquia està adscrita a l'arxiprestat de l'Alt Camp de l'arquebisbat de Tarragona.